# Roy E. Ayers
Roy E. Ayers, né le 9 novembre 1882 à Lewistown et mort le 23 mai 1955 dans sa ville natale, est un homme politique démocrate américain.

## Biographie
Diplômé en droit de l'université de Valparaiso en 1903 et admis au barreau cette même année, il commence à exercer son métier d'avocat dans sa ville natale, tout en étant éleveur de bétail. En 1905, il épouse Ellen Simpson, le couple aura trois enfants.

## Carrière
De 1905 à 1909, Ayers est avocat dans le Comté de Fergus, puis juge du dixième district du Montana de 1913 à 1921. En janvier 1922, il devient juge de la cour suprême du Montana, mais il démissionne en novembre de la même année et se consacre à son activité d'éleveur. Par la suite, il se présente aux primaires démocrates pour le poste de gouverneur. Par deux fois, en 1924 et 1928, il est battu par le même adversaire, John Edward Erickson. En 1932, il est élu à la Chambre des représentants des États-Unis, puis réélu en 1934.
Plutôt que de briguer un troisième mandat, il se présente une nouvelle fois au poste de gouverneur. Lors de la primaire démocrate, il s'impose de justesse face au gouverneur sortant Elmer Holt puis remporte de peu également l'élection face au républicain Scott Leavitt.
Il se présente à sa succession en 1940 et remporte de justesse la primaire. Cette fois, cependant, l'avantage ne lui est pas suffisant et il est battu par le républicain Sam C. Ford. Il tente une nouvelle fois sa chance en 1944, mais termine troisième des primaires.
Il se retire de la vie politique et retourne à son activité d'éleveur. Il meurt en 1955.